# مارک آمبرز
مارک آمبرز (به انگلیسی: Mark Umbers) (زاده ۱۷ ژوئن ۱۹۷۳) بازیگر انگلیسی است.
از فیلم‌های معروف او می‌توان به بازی در یک زن خوب اشاره کرد.